# Lynn Hershman Leeson

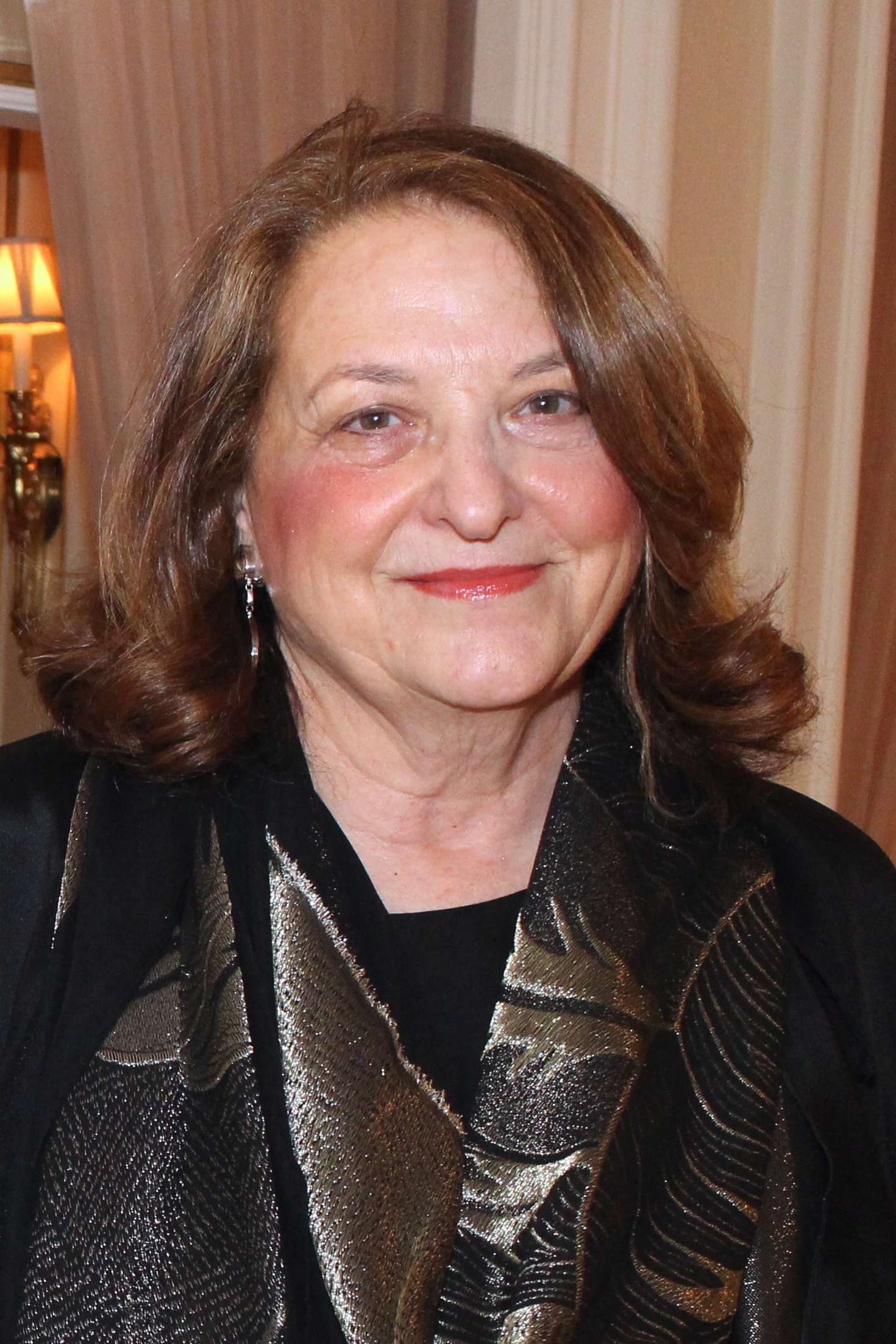
Lynn Hershman Leeson no evento Women's eNews 21. Líderes do século XXI. Gala anual (2014)

Lynn Hershman Leeson é uma artista e realizadora estadunidense. Ela é Professora Emérita da University of California, Davis e da Cornell University e preside o Departamento de Filmes no San Francisco Art Institute.

## Premiações
Em 1995, ela recebeu o Siemens-Medienkunstpreis do Zentrum für Kunst und Medientechnologie em Karlsruhe, Alemanha, concedido naquele mesmo ano à Jean Baudrillard, Peter Greenaway, e Steina and Woody Vasulka. Em 1998, a Flintridge Foundation concedeu-lhe um prêmio pelo conjunto da obra em artes visuais. Em 1999, ela recebeu o Prêmio Golden Nica na Ars Electronica em Linz, Áustria.